# Miguel Ángel Neira
Miguel Ángel Neira Pincheira (Hualqui, 9 ottobre 1952) è un ex calciatore cileno, di ruolo centrocampista.

## Palmarès

### Club

#### Competizioni nazionali
- Campionato cileno: 4

Huachipato: 1974
Unión Española: 1977
Univ. Católica: 1984, 1987
- Coppa del Cile: 1

Univ. Católica: 1983

### Individuale
- Calciatore cileno dell'anno: 1

1983